# Camera Obscura (musikgrupp)
Camera Obscura är ett indiepopband från Glasgow, Skottland. Gruppen bildades 1996 och har givit ut fyra album.

## Historia

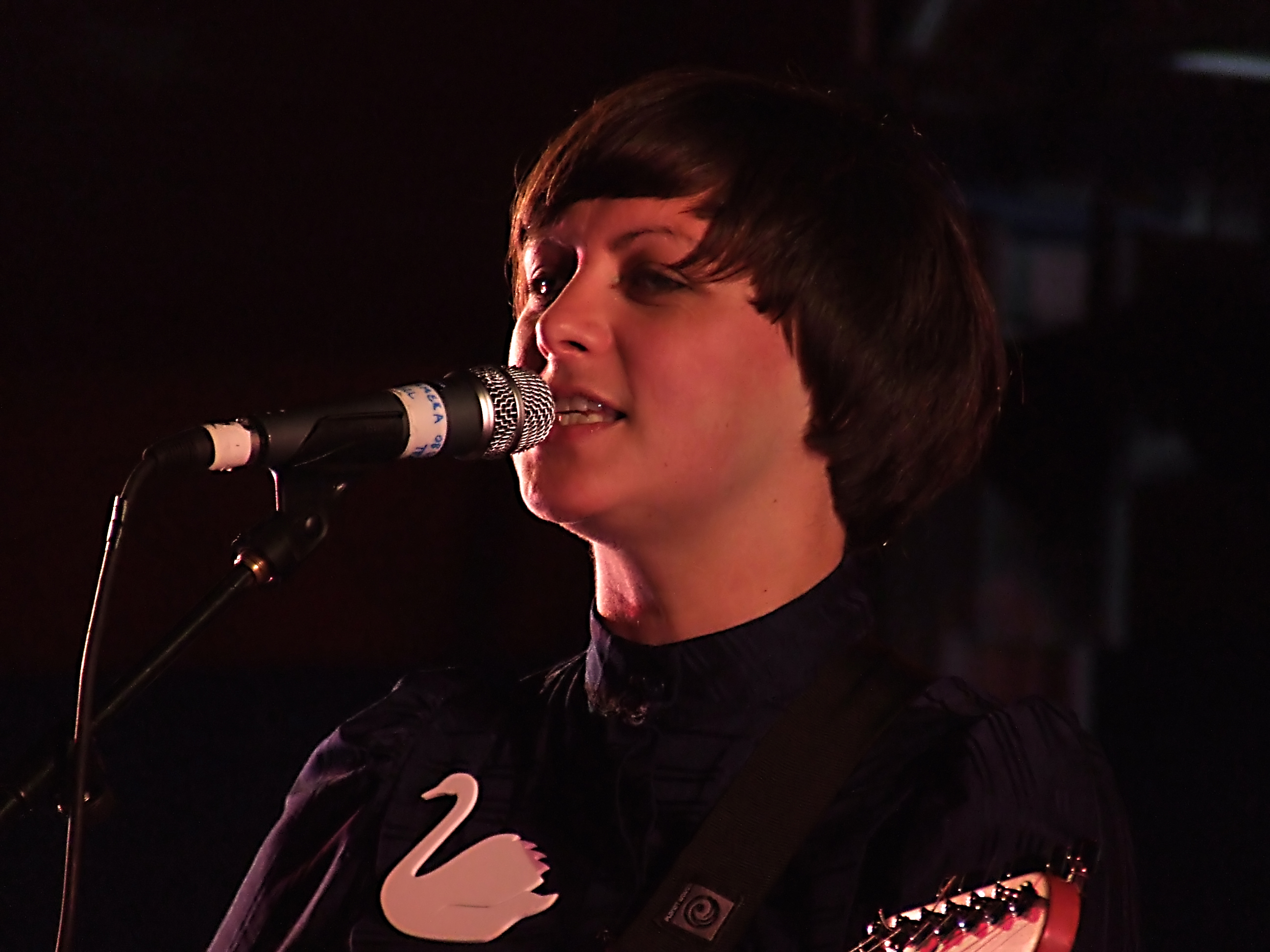
Tracyanne Campbell, 2007.

Camera Obscura bildades 1996 av Tracyanne Campbell, John Henderson och Gavin Dunbar. Flera andra medlemmar spelade med bandet innan David Skirving gick som en permanent gitarrist. Bandets första utgivningar var singlarna "Park and Ride" och "Din Sound" 1998. Banduppsättningen genomgick en del förändringar under 2000 och 2001 då Lee Thompson blev permanent trummis, Lindsay Boyd började på keyboard och Skirving lämnade och ersattes av Kenny McKeeve.
Gruppens debutalbum, Biggest Bluest Hi-Fi, släpptes 2001. Albumet producerades av Stuart Murdoch från Belle & Sebastian och stöddes av John Peel. Den första singeln från albumet, "Eighties Fan", kom in på nummer åtta i Festive Fifty år 2001, och hade listframgångar på flera oberoende musiktopplistor. Nigel Baillie kom med i bandet på trumpet och slagverk 2002 samtidigt som Carey Lander ersatte Boyd. Sommaren 2002 blev bandet tillfrågade av Peel att göra sin första medverkan hos Peel Session.
2003 släppte Camera Obscura sitt andra album, Underachievers Please Try Harder, som följdes av deras första omfattande turné i Storbritannien och Irland och även den första i USA. Efter turnén hoppade originalmedlemmen John Henderson av bandet. I början av 2004 spelade bandet in låtarna "I Love My Jean" och "Red, Red Rose" efter sin tredje Peel Session, där Peel hade bett dem att tonsätta dessa Robert Burns-dikter.
Camera Obscura spelade in sitt tredje album, Let's Get Out of This Country, i Sverige under 2005. Albumet producerades av Jari Haapalainen och släpptes den 6 juni 2006. Titelspåret var med i femte avsnittet av Friday Night Lights. Skivans första singel, "Lloyd, I'm Ready to Be Heartbroken", är ett svar på Lloyd Cole and the Commotions låt "Are You Ready to Be Heartbroken?".
I november 2008 meddelade bandet att de hade avslutat inspelningen av nästa album, och i februari 2009 tillkännagav de att de hade signats hos skivbolaget 4AD. My Maudlin Career släpptes i april 2009 tillsammans med den ledande singeln "French Navy". Ungefär samtidigt meddelade bandet att "på grund av familjeskäl (inklusive att vara en stolt pappa) kommer Nigel inte längre att vara medlem på heltid i Camera Obscura". I juni 2013 släppte bandet sitt femte album Desire Lines, producerat av amerikanen Tucker Martine i Portland, Oregon.
I augusti 2015 ställde bandet in planerade spelningar i nordamerika med anledning av att Carey Lander som år 2011 diagnostiserades med skelettcancer blivit sämre. 11 oktober 2015 avled Lander.

## Medlemmar
- Tracyanne Campbell – sång, gitarr
- Kenny McKeeve – gitarr, mandolin, harpa, sång
- Gavin Dunbar – bas
- Lee Thomson – trummor
- Barry Brisacone – triangel
- Tim Cronin – trumpet
- Carey Lander – piano, orgel, sång

### Tidigare medlemmar
- Nigel Baillie – trumpet, slagverk
- John Henderson – sång, slagverk (1996–2004)
- Richard Colburn – trummor
- David Skirving – sång, gitarr
- Lindsay Boyd – keyboard

## Diskografi
- Biggest Bluest Hi-Fi (2001)
- Underachievers Please Try Harder (2003)
- Let's Get Out of This Country (2006)
- My Maudlin Career (2009)
- Desire Lines (2013)